# Варавва, Алексей Петрович
Алексей (Олекса) Петрович Варавва (укр. Олексій (Олекса) Петрович Варавва: 29 марта 1882 с. Лазорцы Каневского уезда Киевской губернии (ныне Каневского района Черкасской области Украины) — 5 сентября 1967, Буффало, штат Нью-Йорк, США) — украинский поэт и прозаик, редактор.

## Биография
Участник Первой мировой войны, принимал участие в сражениях в Польше и Карпатах. Попал в австрийский плен. Благодаря содействию Союза освобождения Украины был переведён в отдельный лагерь для военнопленных украинской национальности в г. Фрайштадт (Австро-Венгрия).
После освобождения вернулся в Канев, работал в уездной земской управе. Учился на Киевских высших кооперативных курсах. Работал в «Днепросоюзе». Высшее образование получил в Высшем экономическом институте. С 1925 года жил в Киеве, а затем переехал в Харьков, где работал, в основном, как редактор, сперва — газеты «Каневские ведомости». Позже, редактировал литературно-художественный двухнедельник «Новое общество» (1922—1927) (Киев-Харьков), затем кооперативный ежемесячник «Сельский хозяин» в Харькове.
Во время Великой Отечественной войны в 1941 году ему было предписано эвакуироваться в Казахстан, но он, как сам выразился, «опоздал к поезду», то есть остался в оккупированном немцами Харькове, продолжал работать в созданной оккупантами газете «Нова Україна» (1941—1944).
В 1943 году с семьей эмигрировал в Западную Европу, находился в лагере близ Мюнхена. Затем в 1950 году выехал в США. Работал разнорабочим. Выйдя на пенсию в 1953 году, учительствовал в украинских школах г. Буффало, основал школу украиноведения.
Умер 5 сентября 1967 в г. Буффало (США), похоронен на кладбище св. Матфея.

## Творчество
Автор сборников стихов «Ряст» (1913), «Під небом чужим» (1919), «З великих днів», «Коли задзвонить великий дзвін...» (1954), романа «Записки полоненого. Пригоди і враження учасника першої світової війни» (1931, 1933), произведений для детей «Сходить сонце» (1961), нескольких киносценариев.
В 1930-х годах занимался переводами русской классической литературы на украинский язык.
Первую мировую войну и свой плен описал в автобиографическом романе «Записки пленного», который был издан на украинском в Харькове в 1931 году, и на русском в Ленинграде в 1933 году, но запрещён в сер. 1930-х годов за «буржуазный национализм» и изъят из магазинов и библиотек. Переиздание книги состоялось в 1959 году в ФРГ.